# One Piece: Romance Dawn
One Piece: Romance Dawn (ワンピース ロマンスドーン 冒険の夜明け?, Wan Pīsu: Romansu Dōn - Bōken no yoake, lett. "One Piece: Romance Dawn - L'alba dell'avventura") è un videogioco di ruolo alla giapponese sviluppato da Three Rings e pubblicato da Namco Bandai per PlayStation Portable e Nintendo 3DS il 20 dicembre 2012 inizialmente come esclusiva per il mercato giapponese, basato sul manga e anime One Piece.
Un conversione per Nintendo 3DS è uscita in Giappone l'8 agosto 2013, mentre in Europa il 28 novembre dello stesso anno, in versione multilingua, incluso l'italiano per i testi.
Essendo la versione Nintendo 3DS una conversione diretta di quella per PlayStation Portable, non beneficia ne dell'effetto 3D stereoscopico, ne dell'uso del touch screen.

## Modalità di gioco
Il gameplay è quello di un tipico gioco a piattaforme, con combattimenti strategici basati sui turni. L'obiettivo è quello di sconfiggere i vari avversari localizzati nelle varie isole. L'arco narrativo del videogioco copre la storia di One Piece dall'inizio sino alla battaglia di Marineford.

## Personaggi

### Utilizzabili
- Monkey D. Rufy
- Roronoa Zoro
- Nami
- Usop
- Sanji
- TonyTony Chopper
- Nico Robin
- Franky
- Brook
- Portuguese D. Ace

### Supporto
- Edward Newgate
- Boa Hancock
- Emporio Ivankov
- Crocodile
- Jinbe
- Mr. 2 Von Clay
- Bagy

### Boss
- Morgan
- Bagy
- Kuro
- Drakul Mihawk
- Creek
- Hacchan e Kuroobi
- Arlong
- Wapol
- Mr. 4 e Miss Merry Christmas
- Mr. 2 Von Clay
- Miss Doublefinger
- Mr. 1
- Crocodile
- Blueno
- Jabura
- Kaku
- Rob Lucci
- Absalom
- Ryuma
- Odr
- Gekko Moria
- Minotaurus
- Hannyabal
- Magellan
- Marshall D. Teach
- Aokiji (versione precedente al salto temporale e versione One Piece Film: Z)
- Kizaru
- Akainu
- Pandaman

### Avversari minori
- Marine
- Pirati
- Ciurma di Arlong
- Guardie reali di Alabasta
- Franky Family
- Zombie
- Guardie di Impel Down